# Sanjay Sankla
Sanjay Sankla (Mumbai, 3 maggio ...) è un montatore indiano.

## Biografia
Nel corso della sua carriera ha lavorato in oltre cinquantacinque produzioni bollywoodiane, debuttando nel 1991 con Dil Hai Ki Manta Nahin. In precedenza Sankla aveva lavorato come assistente per David Dhawan in varie produzioni. Tra i film più celebri per i quali ha lavorato, si possono citare Kabhi Khushi Kabhie Gham... (2001), Kal Ho Naa Ho (2003), Kuch Kuch Hota Hai (1998), Non dire mai addio (2006), Tomorrow May Never Come (2003) e Gara di cuori (2008).
Nel 2004 ha vinto uno Screen Weekly Awards per il suo lavoro in Kal Ho Naa Ho, per il quale aveva ricevuto anche una nomination ai Zee Cine Awards.